# Tibidabo Edicions
Tibidabo Edicions va ser fundada el 1984 a Barcelona. L'Editorial té diverses línies entre les quals hi ha una part que fa referència a la divulgació de la Ciència i la Tecnologia amb obres adreçades, especialment, al suport de l'ensenyament en Primària i Secundària. També té una línia d'obres en l'àmbit de la psicologia, com a suport als educadors de joves en aquest àmbit. Les obres s'han editat en castellà, català i, en alguns casos, també en euskera i gallec.
Tibidabo Edicions ha publicat llibres d'autors com Ramon Trias Fargas (Narració d'una asfíxia premeditada-Les finances de la Generalitat. Col·lecció Cal Saber, 1985), i Carles Gasòliba i Böhm (El Parlament Europeu. Primera edició de 1986). L'editorial publicà el llibre Ramblejar, de S. Soler, S. Mateu i M. Alcocer, que l'any 1992 es col·locà com el quart llibre de no ficció més venut en català.
Antoni Comas i Planas, director de Tibidabo Edicions, va ser escollit l'any 2005 com a president del Gremi d'Editors de Catalunya, càrrec que va mantenir fins a l'1 de gener de 2011.